# Pierre Constans
Pour les articles homonymes, voir Constans.
Pierre Constans, né le 13 décembre 1876 à Donazac (Aude) et mort le 18 mars 1954 à Limoux (Aude), est un homme politique français.

## Biographie
Docteur en droit, il est avoué à Limoux. Conseiller municipal en 1908, il est maire de Limoux de 1912 à 1943 et conseiller général en 1913. Il est député de l'Aude de 1919 à 1928, inscrit au groupe de la Gauche républicaine démocratique, puis aux Républicains de gauche. 

## Source
- « Pierre Constans », dans le Dictionnaire des parlementaires français (1889-1940), sous la direction de Jean Jolly, PUF, 1960 [détail de l’édition]